# Pikado
Pikado je igra i sportska disciplina u kojoj jedan ili više natjecatelja bacaju iz ruke male strelice na okruglu metu koja je podijeljena na dijelove, u kojem svaki dio nosi određen broj bodova.
Pikado je igra za razonodu, ali i profesionalni šport. Najbolji pikado igrač svih vremena je Phil Taylor sa 16 titula svjetskog prvaka.

## Igra
Igrači naizmenično bacaju po tri strelice (jednu po jednu) u ploču. Zbrajaju se brojevi pogođenih polja. Cilj igre je da igrači od dogovorenog broja (301 ili 501) dovedu svoj rezultat na nulu. Najčešće se igra uz uvjet da završno bacanje mora biti "duplo" ili centar (Bull's Eye). Ako zbroj u zadnjem bacanju premašuje potreban broj za svođenje na nulu, to se bacanje poništava.
Igrači ne smiju nagaziti na liniju bacanja, ali se mogu tijelom nagnuti i prijeći rukom preko nje.
Pored navedene, postoji više drugih inačica igre (manja ploča; manji broj segmenata, označenih s 5, 10, 15 i 20; drugi dogovoreni broj bodova, npr. 701, 901 ili 1001; američka inačica s drugačijom pločom i bodovanjem...)
U novije vrijeme sve više se igra elektronski pikado, kod koga su strelice s plastičnim vrhom (soft-darts), a bodovi igrača se automatski zbrajaju. Pravila Hrvatskog pikado saveza temelje se na elektronskom pikadu.

## Klasični pikado
eng. Steel-darts 

### Meta
Standardna meta promjera 45,1 cm  nalazi se na udaljenosti 2,37 m od natjecatelja i obješena je na zid ili neki drugi oslonac na visini 1,73 m (od poda do centra mete). Dijagonala od linije bacanja do centra mete je dužine 2,934 m.
Podloga je ranije izrađivana od drveta obloženog mješavinom mljevenog pluta i oštre dlake, dok se danas najčešće prave od sisala, ili od prešanog papira kod jeftinijih ploča.
Meta ima "satni uzorak", tj. podijeljena je na radijalne segmente, označene brojevima od 1 do 20. Visoki i niski brojevi se prepliću, da bi se smanjila mogućnost "sretnih pogodaka". U centru se nalaze segmenti Bull koji vrijedi 25 i Bull's Eye koji vrijedi 50 bodova.

### Strelice
Strelica se sastoji od tijela, koje na jednom kraju ima zašiljeni čelični vrh, a na drugom kraju pero. Pero služi za aerodinamičku stabilizaciju leta strelice. Pri bacanju igrač, zbog stabilnosti leta, strelici dodaje rotaciju po uzdužnoj osi. Masa strelice je 20-25g.

### Organizacije
World Darts Federation (WDF) i Professional Darts Corporation (PDC)

## Elektronički pikado
eng. Soft-darts / Soft tip darts / Electronic darts

### Strelice
Masa strelice je 16g.

### Organizacije
International Dart Federation (IDF), European Dart Union (EDU), SDWC The World, Soft Darts World Federation (SDWF), Federation European Compact Sports (FECS)

## U Hrvatskoj
Masters serija HPS-a (osnovana kao Hrvatska pikado serija) prvu sezonu imala je 1992./93.
U Primoštenu je početkom kolovoza 1993. godine održan prvi otvoreni turnir u elektroničkom pikadu u Dalmaciji pod nazivom "Popaj open 93".
Na Pršut Open 2022. u Drnišu nastupilo je 164 igrača. Time je bio jedan od najvećih pikado turnira do tada održanih u Hrvatskoj.
Najveći otvoreni pikado turnir ikad do tada održan u Hrvatskoj bila je Serija 5 turnira organizirana od strane Pikado kluba Billionaires 2022. godine u Zagrebu. Nastupili su PDC igrači. Imao je najveći nagradni fond, 10000€, i najviše prijavljenih igrača.
Prvi WDF turnir održan je 2023.

## Vanjske poveznice
- Svjetska pikado federacija
- Službene web stranice Hrvatskog pikado saveza